# Leptopholcus gracilis
Leptopholcus gracilis là một loài nhện trong họ Pholcidae. Loài này được phát hiện ở Kenia.